# Винцентка

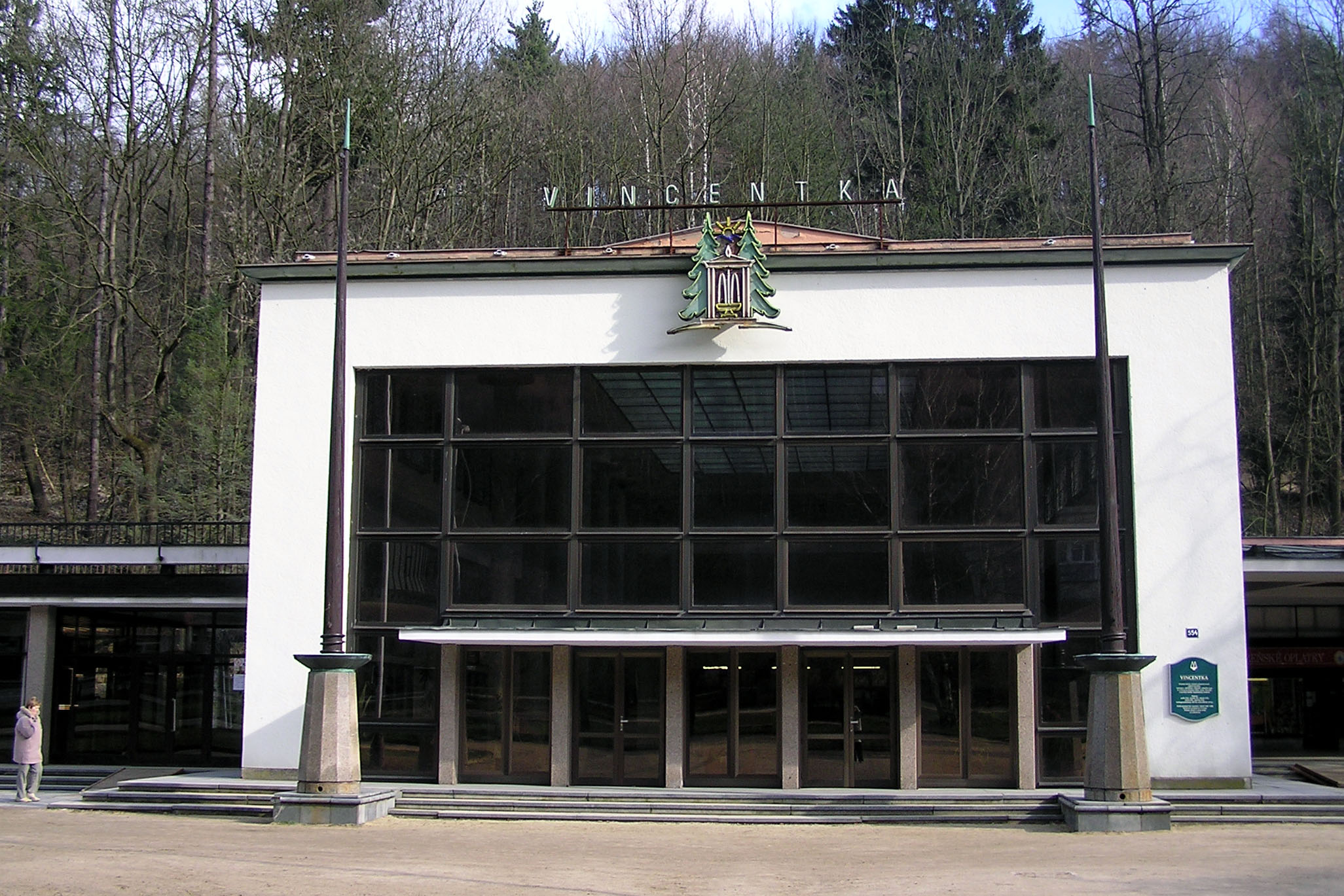

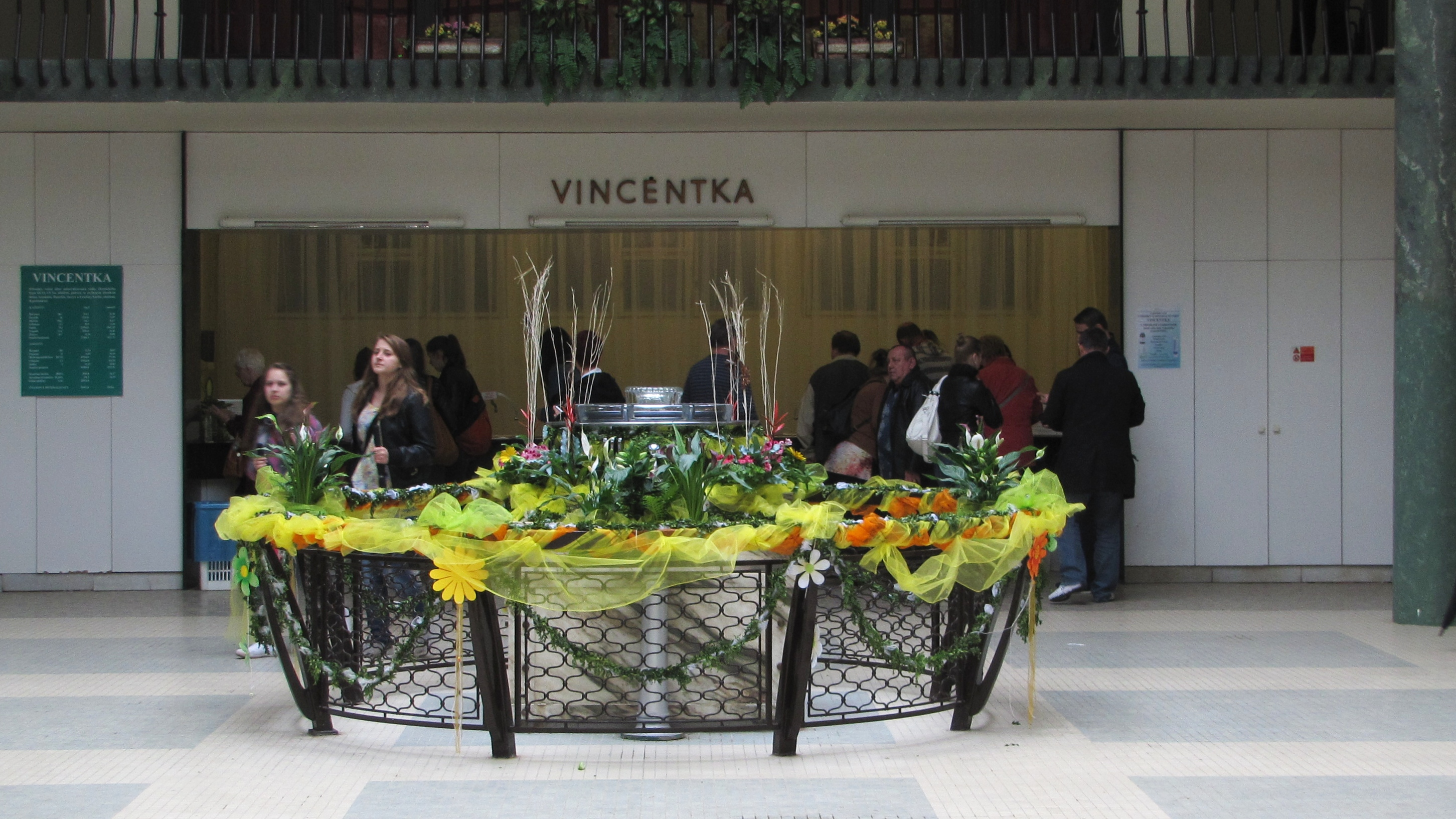

Винцентка ─ это йодированная природная лечебная среднеминерализованная щелочная вода гидрокарбонатно-хлоридно-натриевого типа с повышенным содержанием фторидов и борной кислоты. Производство: Чешская Республика, г. Лугачовице. Производитель: Vincentka a.s.

## История
«Винцентка»  добывается из источника в городе Лугачовице на юго-востоке Чехии, известна с 1669 года, когда Иоганн Фердинанд Хертодт фон Тодтенфельд, немецкий врач, ученый и писатель, впервые проанализировал ее состав.  
С 1780 года вода «Винцентка» поставлялась в Вену, где она продавалась в ресторанах, винных барах и аптеках. В 1820 году у источника была построена первая разливочная станция и склад для бутылок, после чего продажи выросли до 160 000 бутылок объемом 1,5 литра в год.
В 1893 году минеральная вода «Винцентка» получила серебряную медаль на Международной Фармацевтической Выставке в Вене.
После переоборудования станции и конвейеров в 1956 году выпуск воды увеличился до 2 млн бутылок в год.

## Химический состав
«Винцентка» является йодированной природной лечебной среднеминерализованной щелочной водой гидрокарбонатно-хлоридно-натриевого типа с повышенным содержанием фторидов и борной кислоты, с уровнем минерализации 9,0-10,0 г./дм3.
В 1000 мл. воды содержится:
| Катионы, мг/л | Катионы, мг/л | Анионы, мг/л | Анионы, мг/л |
| ------------- | ------------- | ------------ | ------------ |
| Na⁺           | 2440-2600     | F⁻           | 2-3          |
| K⁺            | 133-190       | Cl⁻          | 1500-1800    |
| Ca⁺           | 200-240       | I⁻           | 5-7          |
| Mg⁺           | 10-18         | НСO₃⁻        | 4700-4900    |
| Li⁺           | 9-11          | SO42−        | менее 15     |
|               |               | H3BO3        | 300-500      |

Общая минерализация 9-10 г/литр

## Форма выпуска
Минеральная вода выпускается в стеклянных бутылках объемом 0,7 л.